# 千呂露川

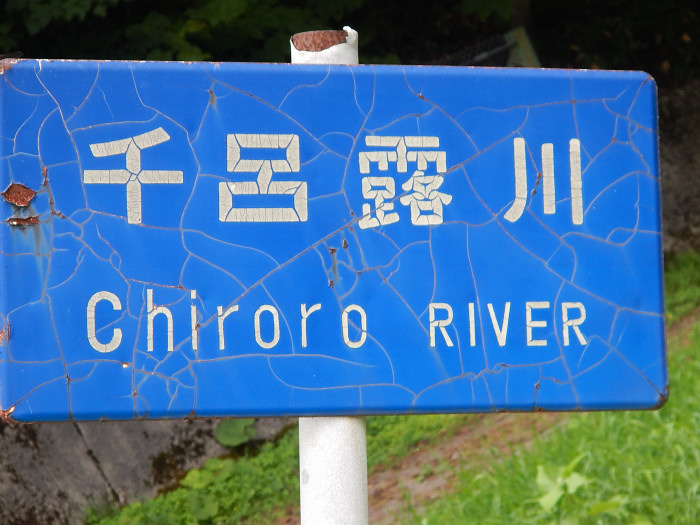
千本橋にある千呂露川の河川標識

千呂露川（ちろろがわ）は、北海道日高振興局管内を流れる一級河川である。沙流川水系の支流で、本流の沙流川と合流した後に太平洋に注ぐ。上流域は日高山脈襟裳十勝国立公園に指定されている。

## 地理
沙流郡日高町にある日高山脈のチロロ岳に源を発し、二岐沢と合流した後に国道274号（千栄地区）付近で水系本流の沙流川と合流する。北電取水ダムから二岐沢伝いに北戸蔦別岳を経て幌尻岳への登山道が開削されている。

## 名称の由来
アイヌ語由来であるが、原義は不明となっている。
考えられている語義としては「チロロ (cir-oro)」（鳥の・所）、「チロンヌ (ci-ronnu)」（われら・たくさん殺す）、「キロロ (kiroro)」（爽快な）などがある。
なお、日高町の字名である「千栄（ちさか）」は千呂露の名称が略され名づけられたものである。

## 利水
支流の二岐沢に北電取水ダムが築造され、日高電源一貫開発計画の一環としてパンケヌーシ川から額平川経由で新冠川水系奥新冠発電所へ至る導水路が掘削されている。

## 流域の自治体
北海道
日高振興局沙流郡日高町

## 主な支流
括弧内は流域の自治体
- 二岐沢（日高町）
- シネップナイ沢（日高町）
- トメチニ沢（日高町）
- 春別沢川（日高町）
- ペンケユクトラシナイ川（日高町）
- パンケユクトラシナイ川（日高町）
- カシコトンナイ川（日高町）
- 雲知来内沢川（日高町）
- 幌内沢川（日高町）

## 主な橋梁
- 文月橋- チロロ林道
- 水無月橋- チロロ林道
- 皐月橋 - チロロ林道
- 弥生橋 - チロロ林道
- 如月橋 - チロロ林道
- 春別橋
- 千本橋